# Sin-ira bulli-un sana-i
Sin-ira bulli-un sana-i (신이라 불리운 사나이?), noto anche con i titoli internazionali A Man Called God e The Man Almighty, è un drama coreano del 2010.

## Trama
Choi Kang-ta è un agente segreto molto conosciuto nel suo campo per la sua grande abilità; la sua collega, la femme fatale Vivian Castle, improvvisamente tuttavia lo tradisce, portandolo a un passo dalla morte. L'uomo viene tuttavia salvato da Jin Bo-bae, una giornalista che aveva conosciuto per caso.